# Acidiostigma lucens
Acidiostigma lucens är en tvåvingeart som först beskrevs av Munro 1935.  Acidiostigma lucens ingår i släktet Acidiostigma och familjen borrflugor. Inga underarter finns listade i Catalogue of Life.